# Carolina Morace
Carolina Morace (Venecia, Italia; 5 de febrero de 1964) es una entrenadora y exfutbolista italiana. Dirige al London City Lionesses de la FA Women's Championship de Inglaterra.

## Trayectoria
Tras comenzar su carrera en la Belluno y la ASDCF Verona, en 1982 debutó en la Serie A en las filas de la Lazio. 
En 1985 fichó por la Trani, donde ganó su primera Liga, pero en 1987 regresó a la Lazio, con el que ganó otra. Desde ese año hasta su retirada en 1998 fue siempre la máxima goleadora de la Serie A.
Entre 1990 y 1995 pasó por la AC Reggiana, el AC Milan, la ASD Torres Calcio y la Agliana, ganando 2 Ligas con la Reggiana y una con el resto de los equipos. 
En 1996 fichó por su último equipo, la Modena, con el que ganó otra ligas. En él coincidió con Patrizia Panico, su sucesora como estrella del fútbol femenino italiano, así como ella había tomado el relevo de Elisabetta Vignotto. 

## Selección nacional
Morace debutó con la absoluta italiana en un amistoso contra Yugoslavia en 1978, con sólo 14 años. En los años 80 jugó las primeras ediciones, aún no reconocidas por la UEFA, de la Eurocopa Femenina. 
Empezó a ser conocida por el gran público tras marcar los 4 goles de un amistoso Inglaterra 1-4 Italia en el Estadio de Wembley como prolegómeno del Charity Shield masculino de 1990.
En la primera edición del Mundial (China, 1991) marcó 4 goles, incluyendo el primer hat-trick en la historia de la fase final al anotar los tres últimos goles  de la victoria de Italia sobre Taiwán por 5-0 en Jiangmen, el 17 de noviembre de 1991. 
Posteriormente marcó los goles que metieron a Italia en las finales de las Eurocopas de 1993 y 1997 (perdieron ambas). 
En 19 años como internacional, Morace marcó 105 goles en 150 partidos. 

## Trayectoria como entrenadora
Nada más retirarse en 1998 Morace comenzó su carrera como entrenadora en la Lazio, con el que ganó la Copa.
En 1999 aceptó una oferta para entrenar a la Viterbese de la Serie C1, convirtiéndose en la primera mujer en entrenar a un equipo masculino profesional, pero dimitió tras sólo dos partidos.
Al año siguiente fue nombrada seleccionadora de Italia. En su primer torneo, la Eurocopa de 2001, Italia cayó en la fase de grupos tras una inesperada derrota contra Francia en la última jornada. Posteriormente se quedó fuera del Mundial 2003, superada por Rusia e Islandia. 
Morace dejó la selección tras la Eurocopa de 2005, en la que Italia perdió los tres partidos de la fase de grupos y encajó 12 goles.
Tras 4 años sin entrenar, en 2009 tomó las riendas de Canadá, y al año siguiente ganó la Copa Oro 2010, derrotando en la final a México (que contra todo pronóstico había eliminado a Estados Unidos).
Sin embargo, Canadá decepcionó en el Mundial 2011 al perder los tres partidos de la fase de grupos, y Morace dimitió.

## Vida personal
El 11 de octubre de 2020, Morace se declaró lesbiana, contando su vida en su libro Fuori dagli schemi.